# С-46
C-46 — советская дизельная ракетная подводная лодка с крылатыми ракетами. Заложена по проекту 613 («Whiskey» в классификации НАТО), а позднее переоборудована по проекту 644 («Whiskey Twin-Cylinder» в классификации НАТО).

## История создания и службы

### Строительство
Заложена 27 марта 1951 года на эллинге судостроительного завода № 112 «Красное Сормово» им. А. А. Жданова в городе Горький как средняя подводная лодка проекта 613, заводской номер 805. Генеральный конструктор — В. Н. Перегудов.
9 августа 1951 года была спущена на воду и в мае 1952 года по внутренним водным системам доставлена в Молотовск для прохождения сдаточных испытаний.
30 августа 1952 года завершила испытания и вступила в строй. 10 января 1953 года вошла в состав 96-й бригады подводных лодок 33-й дивизии подводных лодок Северного флота с базированием в г. Полярный.

### Модернизация
С 25 июня 1957 года по сентябрь 1959 года на заводе «Красное Сормово» в Горьком выполнены модернизационные работы по проекту 644. Модернизация заключалась, в частности, в установке двух внешних контейнеров для крылатых ракет П-5, а также нового астронавигационного комплекса «Лира-11» и прочных аварийно-балластных цистерн. Был добавлен балластный киль.
По завершении модернизации для прохождения испытаний переведена в Северодвинск. Передана в состав 103-й отдельной бригады специальных подводных лодок.
В сентябре 1959 года переведена в Северодвинск для прохождения сдаточных испытаний. В декабре 1959 года прибыла в поселок Роста на судоремонтный завод № 35 для завершения сдаточных испытаний комплекса «П-5», в ходе которых было произведено 8 пусков из которых 7 оказались удачными.
19 июля 1960 года официально были завершены модернизационные работы и в том же году подписан приемный акт.

### Служба
В июле 1961 года совершила переход к постоянному месту базирования в губу Сайда. Включена в состав 212-й бригады подводных лодок 8-й дивизии подводных лодок (с 1961-го — 12-я эскадра подводных лодок) СФ.
Осенью 1962 года переведена в Балаклавскую бухту на место постоянного базирования. 26 октября 1962 года включена в состав Черноморского флота. Вошла в состав 153-й бригады подводных лодок, а позднее передана в состав 155-й Констанцкой ордена Ушакова I степени бригады подводных лодок (с 30 марта 1967 года — 14-я дивизия подводных лодок) Черноморского флота. Вместе с С-69 стала первым подводным ракетоносцем ЧФ СССР.
30 марта 1967 года вместе с С-69 и С-162 вошла в состав 14-й дивизии подводных лодок.
В августе 1968 года вместе с С-74 и С-243 прибыла в западную часть Чёрного моря в связи с событиями Пражской весны. Осенью 1968 года совместно с С-69 провела успешную ракетную стрельбу.
7 февраля 1969 года участвовала в специальных учениях по быстрому нанесению ракетного удара. В данном выходе принимал участие командующий ЧФ СССР — вице-адмирал В. С. Сысоев.
13 сентября 1972 года отнесена к подклассу опытных подводных лодок.
В 1975 году базировалась в г. Одесса и входила в состав 131-го дивизиона подводных лодок 66-й бригады кораблей охраны водного района. 1 марта 1975 года 131-й дивизион подводных лодок передан в 14-й дивизию подводных лодок, а 15 ноября 1975 года сформирован 131-й отдельный дивизион подводных лодок.
В 1970 году вместе с С-164 провела совместную ракетную стрельбу и получила оценку «отлично».
28 июня 1977 года исключена из состава флота.
1 сентября 1977 года расформирован экипаж. После этого разделана на металл на базе «Главвторчермета» в Инкермане.

## Вооружение

### Ракетное вооружение
2 пусковых установки крылатых ракет П-5.
| Вид значения | Дальность пуска | Время подготовки к пуску | Темп пуска | Волнение моря | Скорость ПЛ | Скорость ветра |
| ------------ | --------------- | ------------------------ | ---------- | ------------- | ----------- | -------------- |
| Проектное    | 500 км          |                          |            | до 4-5 баллов | до 15 уз    | до 10 м/с      |
| Реальное     | 450-650 км      | 5 мин                    | 25 сек     | до 3 баллов   | до 6 уз     | до 10 м/с      |

Навигационный комплекс «Север-Н-644» (гироазимут «Север ГА-644», гировертикаль «Север ГВ-644», двухгирокомпасная система «Маяк-644», система приборов связи и агрегатов питания «Север ПС-644», автоматический счислитель координат «Север В-644», астронавигационный перископ с гировертикалью системы «Лира-П»).

### Торпедное вооружение
4 533-мм носовых торпедных аппарата, боекомплект — 4 торпеды.
Прибор управления торпедной стрельбой ПУТС-Л4-2. Глубина стрельбы — до 70 м.

## Командиры
- 1950—1951: Царёв Н. И.
- 1952—1957: Денисов И. В.
- 1963—1965: Авдохин Г. Ф.
- 1965—1977: Геек Эдгар Анатольевич

## С-46 в искусстве
Подводной лодке С-46 посвящено стихотворение «Мы — подводники» дочери командира подводной лодки Эдгара Анатольевича Геека — Ольги Эдгаровны Геек.